# Una historia americana
Una historia americana es la duodécima novela del escritor uruguayo Fernando Butazzoni. Fue publicada en 2017 por el sello Alfaguara.
Recibió el reconocimiento Premio Libro de Oro de la Cámara Uruguaya del Libro al libro más vendido del año.

## Reseña
En el libro se narra de forma detallada el proceso de secuestro y asesinato del ciudadano estadounidense Dan Mitrione a manos del Movimiento de Liberación Nacional Tupamaros, ocurrido en Montevideo, Uruguay en 1970. A partir de ese episodio, que tuvo en su momento una amplia cobertura periodística mundial, el autor realizó, casi medio siglo después, una minuciosa reconstrucción del hecho, para lo cual habló con varios de los protagonistas, consultó archivos públicos y privados, y estudió voluminosos expedientes desclasificados de la CIA.

### Personajes
Una de las características más señaladas del libro por parte de la crítica especializada es su carácter híbrido, pues si bien se puede inscribir dentro del género novela, también contiene gran cantidad de elementos de otros géneros como el testimonio, la crónica y el ensayo. Los personajes de su obra son en todos los casos personas reales de las que se ha podido acreditar su participación en los hechos. Algunas de ellas aún viven.
Dan Mitrione (presunto agente de la CIA, asesinado el 10 de agosto de 1970).
Aloysio Dias Gomide (cónsul de Brasil en Montevideo, secuestrado por los Tupamaros junto con Mitrione).
Randall Lassiter (agente de la CIA destacado en Monrovia).
Adelbert Waldron (francotirador del Ejército de EE. UU.)
Jorge Pacheco Areco (presidente de Uruguay en ese momento)
Maria Aparecida de Dias Gomide (esposa del cónsul brasileño)
Henry Engler (miembro del comando que ordenó el asesinato de Mitrione).
Jorge Peirano Facio (canciller uruguayo).

### Recepción y premios
El libro tuvo una muy buena recepción entre el público y la crítica. Tras su publicación en agosto de 2017 la obra tuvo tres ediciones en poco más de un mes. Posteriormente se publicó, bajo el mismo sello editorial, en España. y se distribuyó en América Latina. En 2019 integró la colección “Best Sellers” del diario El País. Fue distinguido con el Premio Libro de Oro reconocimiento de la Cámara Uruguaya del Libro a los libros más vendidos de cada año.

### Crítica
En El País se subrayó que «con el acerado pulso que caracteriza su narrativa, el autor apela a un minucioso trabajo de documentación para recrear ese momento tan peculiar. En algunos pasajes parece colarse a través de las puertas cerradas de los despachos oficiales.» 
En la diaria, Marcelo Pereira escribió que Una historia americana «describe, ateniéndose a lo que sabemos hoy, a un personaje opaco –o ducho en ocultar lo que piensa– y expone las condiciones vejatorias de su cautiverio, de tal modo que esos dos factores refuerzan el cuestionamiento del homicidio».
En El Astillero de las Letras, Hugo Rodríguez señaló que en el libro «lo ficticio es mínimo y casi accesorio. No se pinta una situación históricamente concreta para que haga las veces de escenografía de los sucesos vitales novelados. Por el contrario, la ficción es el pretexto para la construcción narrativa de los sucesos históricos en que se desenvuelve».